# Bar-Kays
I Bar-Kays sono un gruppo musicale soul, R&B e funk statunitense nato nel 1966 e tuttora esistente, sebbene con un solo membro originario.

## Storia
La loro carriera iniziò a Memphis (Tennessee) come band di supporto dei principali artisti soul della casa discografica Stax Records e furono ingaggiati nel 1967 da Otis Redding.
Il 10 dicembre 1967 Redding, manager della band, e i componenti Jimmy King (chitarrista), Ronnie Caldwell (organista), Phalon Jones (sassofonista) e Carl Cunningham (batterista) morirono tragicamente in un incidente aereo nel lago Monona, mentre erano in procinto di recarsi a Madison (Wisconsin) per un concerto. Il trombettista Ben Cauley fu l'unico superstite dell'incidente ed assieme al bassista James Alexander (che perse il volo per restituire un'auto presa a noleggio) ricostruì il gruppo. I Bar-Kays ricominciarono quindi con Harvey Henderson (sassofonista), Michael Toles (chitarrista), Ronnie Gorden (organista), Willy Hall (batterista) e, in seguito, Larry Dodson (cantante), oltre ai già citati Cauley e Alexander.
Il gruppo supportò molti artisti della Stax artists nelle loro registrazioni, incluso l'album Hot Buttered Soul di Isaac Hayes, ma poi negli anni Settanta intrapresero la carriera di musicisti funk. Nel 1973 Lloyd Smith si unì ai Bar-Kays.
Negli anni Ottanta la band continuò a mietere successi nelle classifiche R&B, esibendosi in tutto il mondo. Alla fine degli anni Ottanta i Bar-Kays ebbero una scissione, ma si riformarono nuovamente nel 1991, con Alexander unico membro originario rimasto.

## Singoli famosi
- Soul Finger (1967)
- Son Of Shaft (1972)
- Shake Your Rump To The Funk (1976)
- Move Your Boogie Body (1979)
- Hit And Run (1981)
- She Talks To Me With Her Body (1982)
- Freak Show on the Dancefloor (1984)
- Certisfied True (1987)
- Let's Have Some Funk (1990)
- Attitudes (1995)
- I´ll Dance (1997)
- Shine (2001)

## Discografia
- Soul Finger, 1967
- Gotta Groove, 1969
- Black Rock, 1971
- Do You See What I See, 1972
- Cold Blooded, 1974
- Too Hot To Stop, 1976
- Flying High On Your Love, 1977
- Light Of Live, 1978
- Money Talks, 1978
- Injoy, 1979
- As One, 1980
- Night Cruisin', 1981
- Propositions, 1982
- Dangerous, 1984
- Bangin the Wall, 1985
- Contagious, 1987
- Animal, 1988
- The Best Of The Bar-Kays (Stax), 1992
- The Best Of The Bar-Kays (Mercury), 1993
- 48 Hours, 1994
- The Best Of Bar-Kays (Curb), 1996
- The Best Of The Bar-Kays Vol. 2 (Mercury), 1996
- House Party, 2007